# Іванова Олімпіада Володимирівна
Олімпіада Володимирівна Іванова (рос. Олимпиада Владимировна Иванова; нар. 26 серпня 1970) — радянська та російська легкоатлетка, яка спеціалізувалася на спортивній ходьбі.
На внутрішніх змаганнях в СРСР (пізніше — Росії) представляла Чувашію та місто Чебоксари.

## Спортивні досягнення
Срібна олімпійська призерка з шосейної ходьби на 20 кілометрів (2004).
Дворазова чемпіонка світу з шосейної ходьби на 20 кілометрів (2001, 2005). Брала участь у цій дисципліні на двох інших чемпіонатах світу (2003, 2007), проте щоразу не змогла дістатись фінішу.
Переможниця Кубків світу з ходьби в командному заліку (1997, 2002, 2006). Срібна призерка цих змагань в індивідуальному заліку на дистанціях 10 кілометрів (1997) та 20 кілометрів (2002, 2006).
Чемпіонка Європи з шосейної ходьби на 20 кілометрів (2002).
Переможниця Кубків Європи в особистому заліку з шосейної ходьби на 20 кілометрів (2000, 2001, 2005). Переможниця цих змагань в командному заліку (2001).
У ходьбі на 5000 метрів фінішувала 15-ю на чемпіонаті світу серед юніорів (1986) та в 9-ю на чемпіонаті Європи серед юніорів (1985).
Чемпіонка Росії з шосейної ходьби на 20 кілометрів (2004). Срібна призерка чемпіонату Росії з шосейної ходьби на 10 кілометрів (1995).
Зимова чемпіонка Росії з шосейної ходьби на 10 кілометрів (1996) та 20 кілометрів (2001). Срібна призерка зимового чемпіонату Росії з шосейної ходьби на 10 кілометрів (1997). Бронзова призерка зимового чемпіонату Росії з шосейної ходьби на 20 кілометрів (2000).
Ексрекордсменка світу з шосейної ходьби на 20 кілометрів — 1:25.41 (2005).
Рекордсменка світу з ходьби на 20000 метрів доріжкою стадіону — 1:26.52,3 (2001).

## Визнання
- Заслужений майстер спорту Росії (2001)
- Медаль ордена «За заслуги перед Вітчизною» II ступеня

## Допінг
Олімпіада Іванова фінішувала другою в ходьбі на 10000 метрів на чемпіонаті світу (1997), проте згодом її результат був анульований через порушення нею антидопінгових правил внаслідок виявлення в її організмі забороненої речовини (станозололу). Це призвело до дворічної дискваліфікації спортсменки.